# Marie Engström
Marie Linnéa Engström, född 19 juli 1953 i Hallstahammar, är en svensk politiker (vänsterpartist), som var riksdagsledamot 1996–2010.

## Biografi
Innan Marie Engström blev riksdagsledamot arbetade hon som företagsrevisor.
Hon kom in i riksdagen som ersättare i juni 1996; från september 1996 fram till 2010 var hon ordinarie riksdagsledamot. I riksdagen var hennes valkrets Värmlands län. Under tiden i riksdagen var Marie Engström ledamot i skatteutskottet 1998–2010 och i olika perioder suppleant i EU-nämnden, finansutskottet, näringsutskottet, skatteutskottet, socialförsäkringsutskottet och socialutskottet. Hon var även suppleant i Riksrevisionens styrelse 2006–2010.
Engström toppade 2007 intresseorganisationen Företagarnas ranking över mest företagsvänliga riksdagsledamöter.